# Deutsches Institut für Wirtschaftsforschung

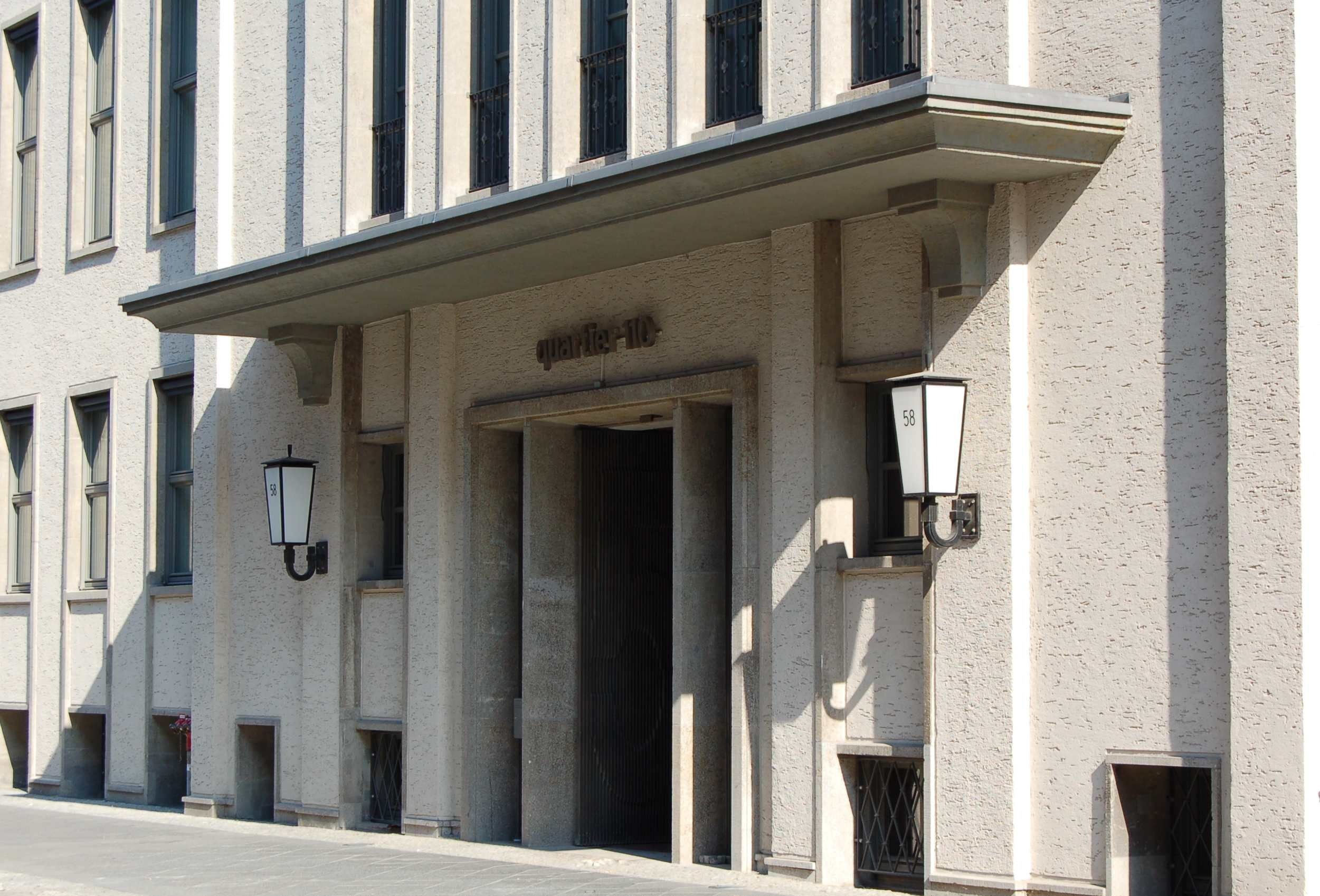
Das DIW Berlin in der Mohrenstraße 58 in Berlin-Mitte

Das Deutsche Institut für Wirtschaftsforschung (DIW) mit Sitz in Berlin ist das größte deutsche Wirtschaftsforschungsinstitut. Es wurde 1925 von Ernst Wagemann als Institut für Konjunkturforschung (IfK) gegründet und erhielt einige Jahre später seinen heutigen Namen. Aktueller Präsident ist Marcel Fratzscher.
Das Institut betreibt theoretische und angewandte Forschung auf dem Gebiet der Wirtschaftswissenschaft sowie ökonomische Politikberatung. Es ist Mitglied der Leibniz-Gemeinschaft und wird in diesem Rahmen mehrheitlich durch Bund und Länder finanziert – eine weitere Einnahmequelle sind Projektförderung sowie Auftragsforschung. 2013 arbeiteten 334 Mitarbeiter, davon 139 Wissenschaftler, am Institut.
Das DIW Berlin vertritt vorwiegend neukeynesanische Positionen und zählt laut IDEAS/RePEc zu den Top-10 % der ökonomischen Forschungseinrichtungen weltweit.

## Geschichte
Ernst Wagemann (1884–1956), seit 1919 Ökonomieprofessor und von 1923 bis 1933 Präsident des Statistischen Reichsamtes, gründete im Juli 1925 das Institut für Konjunkturforschung und wurde dessen erster Präsident. Im Rahmen der Vierteljahresschrift für Wirtschaftsforschung veröffentlichte Arthur Hanau 1928 seine Dissertation Die Prognose der Schweinepreise und wurde Leiter der Agrarmarktforschung in Deutschland. Sein Konzept des Schweinezyklus ist bis heute eine beliebte Methode, um Studenten der Wirtschaftswissenschaft den Zusammenhang zwischen Angebot und Nachfrage zu erklären.
Im März 1933, einige Wochen nach der Machtergreifung des NS-Regimes, verlor Wagemann auf Veranlassung von Alfred Hugenberg zunächst alle Posten. Wagemann trat in die NSDAP ein, wurde nach einer Audienz bei Rudolf Heß wieder Direktor des Instituts und blieb es bis 1945. Ende 1943 wurde das Institut für Konjunkturforschung, inzwischen umbenannt in Deutsches Institut für Wirtschaftsforschung (DIW), teilweise nach Feldberg in Mecklenburg-Vorpommern verlegt.
Ferdinand Friedensburg war von 1945 bis 1968 Präsident des DIW. Nach dem Krieg lag der Schwerpunkt der wirtschaftswissenschaftlichen Forschung zunächst auf ökonomischen Fragestellungen der Stadt Berlin.
Der erste Wochenbericht der Nachkriegszeit erschien 1950 mit einem ausführlichen Bericht über die Wirtschaftslage Deutschlands Ende 1945. Das DIW bezog 1956 seinen Neubau in der Königin-Luise-Straße. Erstmals 1960 erschien die Grundlinien der Wirtschaftsentwicklung, Prognosen über aktuelle und zukünftige Entwicklungen in Deutschland, der EU und der Weltwirtschaft.
Klaus Dieter Arndt wurde 1968 Präsident des DIW. 1972 wurden die Abteilungen für Verkehr, für öffentliche Finanzen, und für Finanz- und Kapitalmärkte neu gegründet. 1975 wurde Karl Koenig Präsident des DIW.
Das DIW veröffentlichte 1979 den Wochenbericht Eine mittelfristige Strategie zur Wiedergewinnung der Vollbeschäftigung und schlug Strategien zur Wiederherstellung der Vollbeschäftigung in Deutschland vor. Unter Berücksichtigung dieses Gutachtens leitete die Bundesregierung ein Zukunftsinvestitionsprogramm 1977 bis 1980 ab, eines der ganz wenigen Programme, nach dem die Arbeitslosenquote in Deutschland zurückging. Hans-Jürgen Krupp wurde 1979 Präsident des Deutschen Instituts für Wirtschaftsforschung.
Das Sozio-oekonomische Panel (SOEP) wurde 1983 Teil des DIW. Der Schwerpunkt der Serviceeinrichtung SOEP lag auf Grundlagenforschung und wissenschaftlichen Dienstleistungen. Das Sozio-oekonomische Panel befragte regelmäßig 10.000 Privathaushalte in einer repräsentativen Längsschnittstudie. Die gewonnenen Daten wurden innerhalb und außerhalb des DIW ausgewertet, die Ergebnisse dienten dann der Analyse der Einkommens- und Erwerbspersonenentwicklung in Deutschland.
Das DIW lehnte 1990 eine Währungsunion mit der damaligen DDR ab. Im Falle einer Währungsunion wäre die einzige Möglichkeit für die DDR, ihre Produktivitätsunterschiede auszugleichen, eine deutliche Absenkung des Lohnniveaus. Eine Vereinheitlichung der Lohnniveaus würde somit zu Massenentlassungen und enormen Betriebsschließungen führen – die DDR-Bürger würden Sozialhilfeempfänger der Bundesrepublik Deutschland.
Das DIW analysierte 1994 im Auftrag von Greenpeace die ökonomischen Folgen einer ökologischen Steuerreform. Das Modell der Ökosteuer, kurz für Ökologische Besteuerung, wurde in den Folgejahren in Deutschland durch drei Gesetze erlassen.
Im Jahr 2000 wurde Klaus Zimmermann Präsident des Deutschen Instituts für Wirtschaftsforschung. Seitdem gibt es sieben Forschungsabteilungen. Schwerpunkte der Wirtschaftsforschung liegen nun auf Informationsgesellschaft und Wettbewerb, öffentliche Ökonomie und Innovation. Darüber hinaus strebt das Institut an, seine Zahl internationaler Kooperationen und seine Beteiligung an Forschungsnetzwerken weltweit auszubauen.
Das DIW Berlin veröffentlichte mit seiner ersten Konjunkturprognose 2003 (Konjunkturbarometer) einen aktuellen Indikator für die wirtschaftliche Entwicklung in Deutschland. Mit der Gründung des DIW Graduiertenzentrums im Jahr 2006 widmete sich das Institut der Förderung des wissenschaftlichen Nachwuchses.
2007 zog das DIW Berlin von Berlin-Dahlem in die Mohrenstraße in Berlin-Mitte. Seit 2013 leitet Marcel Fratzscher als neuer Präsident das Deutsche Institut für Wirtschaftsforschung.

## Indikatoren und Daten
Das DIW-Konjunkturbarometer ist ein monatlicher Indikator der aktuellen Konjunktur-Entwicklung in Deutschland, ein Schätzwert, der anhand von Indikatoren wie Produktion und Umsatz in wichtigen Bereichen der Wirtschaft erhoben wird. Zusätzlich wird versucht, in quartalsweise veröffentlichten Grundlinien der wirtschaftlichen Entwicklung die konjunkturelle Lage vorherzusagen.
Energiebilanzen für die Bundesrepublik Deutschland werden zusammen mit EEFA GmbH & Co. KG (EEFA steht für Energy Environment Forecast Analysis) veröffentlicht. Sie bieten eine Übersicht der deutschen Energiewirtschaft und geben Auskunft über den Verbrauch von Energieträgern in den einzelnen Sektoren sowie ihren Weg von der Erzeugung bis zur Verwendung.
Die Bauvolumensrechnung zeigt die gesamte inländische Bauleistung des Bauhaupt- und Ausbaugewerbes, des verarbeitenden Gewerbes, darunter Metallbau, Fertigbauten, elektrotechnische Anlagen und Einrichtungen, außerdem der Baunebenleistungen (Planer, Architekten etc.) sowie Eigenleistungen der Investoren und Beiträge der Schattenwirtschaft. Das Bauvolumen wird nach Bauarten differenziert ausgewiesen: Wohnungsbau, Hoch- und Tiefbau im Unternehmensbereich sowie öffentlicher Hochbau, Straßenbau und sonstiger Tiefbau. Die Daten entstehen im Auftrag des Bundesinstituts für Bau-, Stadt- und Raumforschung im Bundesamt für Bauwesen und Raumordnung; die Finanzierung erfolgt im Rahmen der Forschungsinitiative „Zukunft Bau“ des Bundesministeriums für Verkehr, Bau und Stadtentwicklung.
Die Berechnung verkehrsstatistischer Daten werden als Verkehr in Zahlen im Auftrag des Bundesministeriums für Verkehr, Bau und Stadtentwicklung veröffentlicht.
Das Sozio-oekonomische Panel (SOEP) ist eine repräsentative Wiederholungsbefragung von rund 11.000 Privathaushalten in Deutschland und wird von Infas erhoben.
Von 2006 bis 2010 wurde außerdem in Zusammenarbeit mit der Bundesvereinigung Logistik ein BVL/DIW Logistik-Indikator erhoben. Der Indikator beruhte auf einer quartalsweisen Expertenbefragung der 200 größten deutschen Unternehmen, darunter Logistikdienstleister sowie Anwender aus Industrie und Handel zur Lage der Logistikwirtschaft. Seit dem Wechsel von Stefan Kooths an das Institut für Weltwirtschaft in Kiel wird der Indikator dort berechnet.

## Publikationen
Der Wochenbericht erscheint seit 1928 und bietet wöchentlich komprimierte Informationen und Kommentare zu aktuellen wirtschaftspolitischen Fragen. Einzelne Beiträge erscheinen im DIW Economic Bulletin in englischer Übersetzung.
Die Vierteljahrshefte zur Wirtschaftsforschung präsentieren aktuelle wirtschaftspolitische Themen und wirtschaftswissenschaftliche Kontroversen. Sie erscheinen seit 1926 im Verlag Duncker & Humblot.
Im DIW Roundup stellen Wissenschaftler des Instituts den Stand der Diskussionen auf ihren jeweiligen Arbeitsgebieten dar und ordnen Erkenntnisse der aktuellen Forschung ein. Die Publikation erscheint nur online.
Die Diskussionspapiere präsentieren aktuelle Forschungsergebnisse, die kurz vor ihrer Veröffentlichung stehen.
Die Reihe DIW Berlin: Politikberatung kompakt berichtet über abgeschlossene Forschungsprojekte, aufbereitet für den praktischen wirtschaftspolitischen Gebrauch.
Die vierteljährliche englischsprachige Zeitschrift Applied Economics Quarterly (AEQ) veröffentlicht empirische Forschungsbeiträge in allen Wirtschaftsbereichen, darunter Sozialpolitik, Arbeitsmarkt, Handel, Wachstum und weiteres. Sie entstand aus der Reihe Konjunkturpolitik und wird herausgegeben von Klaus F. Zimmermann im Verlag Duncker & Humblot.
In dem nach Zitierungen geordnetem Ranking für Wirtschaftsforschungsinstitute vom Projekt RePEc wurde das DIW im Juli 2014 auf dem 60. Platz (weltweit) geführt.

## Veranstaltungen
Eine gemeinsame Seminarreihe mit dem OECD Berlin Centre und dem Centre for Economic Policy Research (CEPR) nennt sich Berlin Lunchtime Meetings. In dieser Veranstaltungsreihe werden der Öffentlichkeit aktuelle wirtschaftswissenschaftliche Forschungsergebnisse präsentiert und gemeinsam mit Vertretern aus Politik, Verbänden und Wirtschaft diskutiert.
Zweimal jährlich seit 1960 wird eine Industrietagung abgehalten. Sie behandelt die Entwicklung der deutschen Wirtschaft, insbesondere des produzierenden Gewerbes. Es treffen sich Vertreter von Unternehmen, Industrieverbänden und Wissenschaftlern.
Weitere Veranstaltungen sind das DIW Konjunkturgespräch, die DIW Panel Series und ein SOEPcampus.

## Forschungsschwerpunkte
Kernaufgaben des DIW sind laut dessen Organigramm in folgende Forschungsbereiche und zugehörige Abteilungen:
- Makroökonomie und Finanzmärkte
  - Makroökonomie
  - Konjunkturpolitik
  - Weltwirtschaft
- Nachhaltigkeit
  - Energie, Verkehr, Umwelt (Strategien für eine nachhaltige Entwicklung)
  - Klimapolitik
- Industrieökonomie
  - Unternehmen und Märkte (Verhalten von Unternehmen und Folgen für Wachstum, Effizienz und Produktivität sowie institutionelle und politische Rahmenbedingungen, unter denen Unternehmen agieren)
  - Wettbewerb und Verbraucher
  - Arbeitsgruppe Entrepreneurship
- Öffentliche Finanzen und Lebenslagen
  - Staat (deutsche Steuer- und die Sozialpolitik)
  - Bildung und Familie
  - Sozio-oekonomisches Panel (SOEP, siehe unten)
  - Forschungsgruppe Gender Studies (siehe unten)

Die forschungsbasierte Infrastruktureinheit Längsschnittstudie „Sozio-oekonomisches Panel“ (SOEP, siehe auch Sozio-oekonomisches Panel) ist eine seit 1984 laufende jährliche Wiederholungsbefragung von Deutschen, Ausländern und Zuwanderern in den alten und neuen Bundesländern. Im Erhebungsjahr 2008 umfasste die Stichprobe knapp 11.000 Haushalte mit rund 20.000 Personen. Inhaltliche Themenschwerpunkte des SOEP sind die Haushaltszusammensetzung, Erwerbs- und Familienbiographien, Einkommensverläufe, Gesundheit und Lebenszufriedenheit.
2010 wurden Gender Studies begonnen, die den Gender-Einfluss in allen Wirtschaftsbereichen erforschen soll.
Die Konjunkturprognosen des DIW und das DIW-Konjunkturbarometer waren bis 2007 an der Gemeinschaftsdiagnose der sechs führenden deutschen Wirtschaftsforschungsinstitute beteiligt. Am 3. Juli 2007 gab das Bundeswirtschaftsministerium bekannt, das DIW für die nächsten drei Jahre nicht an den Gemeinschaftsdiagnosen zur Konjunkturentwicklung zu beteiligen. „Die Konjunkturprognose ist nicht die Königsdisziplin der Ökonomie“ relativierte DIW-Präsident Zimmermann daraufhin und verwies auf die internationale Beratungskompetenz des Instituts. 2013 ist das DIW Berlin wieder in den Kreis der Wirtschaftsforschungsinstitute aufgenommen worden, die zusammen die Gemeinschaftsdiagnose erstellen.

## DIW Graduate Center
Das DIW Graduate Center (GC) ist ein Kompetenzzentrum zur Aus- und Weiterbildung am DIW Berlin. Es organisiert die Ausbildung der Doktoranden und bietet ein strukturiertes Promotionsstudium im Bereich Volkswirtschaftslehre an. Herausragende Nachwuchswissenschaftler aus aller Welt werden innerhalb von vier Jahren zur Promotion geführt. In enger Kooperation mit den Berliner Universitäten erhalten die Doktoranden eine Ausbildung mit anspruchsvollem Vorlesungsprogramm. Sie arbeiten mit den Forschungsabteilungen des DIW Berlin zusammen, sammeln internationale Erfahrung auf höchstem Niveau und lernen, Politik und Wirtschaft zu beraten.

## DIW Econ
Das DIW Berlin hat 2007 ein hundertprozentiges Tochterunternehmen gegründet, das für private Kunden, Verbände und internationale Institutionen sowie öffentliche Auftraggeber volkswirtschaftliche Beratung anbietet. Die DIW Econ GmbH ergänzt damit das eher auf Grundlagenforschung orientierte Mutterinstitut um stärker anwendungsorientierte Angebote und stärkt den Wissenstransfer in die Privatwirtschaft und öffentliche Institutionen. Im Zuge der 2022 veröffentlichten Uber Files stieß die Auftragsforschung von DIW Econ auf Kritik. Demnach habe DIW Econ mit der Düsseldorfer Beratungsfirma DICE Consult GmbH eine von Uber finanzierte und abgestimmte Studie zur Rolle des Unternehmens für den Mobilitätsmarkt durchgeführt.

## Institutsleiter
Seit der Gründung führten folgende Ökonomen das Institut:
| Name                   | Zeitraum      | Funktion              |
| ---------------------- | ------------- | --------------------- |
| Ernst Wagemann         | 1925 bis 1945 | Direktor              |
| Ferdinand Friedensburg | 1945 bis 1968 | Präsident             |
| Klaus Dieter Arndt     | 1968 bis 1974 | Präsident             |
| Karl König             | 1975 bis 1979 | Präsident             |
| Hans-Jürgen Krupp      | 1979 bis 1988 | Präsident             |
| Lutz Hoffmann          | 1988 bis 1999 | Präsident             |
| Klaus F. Zimmermann    | 2000 bis 2011 | Präsident             |
| Gert G. Wagner         | 2011 bis 2013 | Vorstandsvorsitzender |
| Marcel Fratzscher      | seit 2013     | Präsident             |

## Institutssitz
- 1945 Berlin-Dahlem, Cecilienallee 6 (heute Pacelliallee)[47]
- 1956 Berlin-Steglitz, Königin-Luise-Straße 5[48]
- Seit 2007 Berlin-Mitte, Mohrenstraße 58[49]

## Finanzierung
Die öffentlichen Zuwendungen, die das DIW Berlin als Forschungsförderung zu gleichen Teilen vom Land Berlin (Senatsverwaltung für Wissenschaft, Forschung und Kultur) und vom Bund (Bundesministerium für Wirtschaft und Arbeit) erhält, machen etwa die Hälfte des Institutshaushalts aus. Hinzu kommen Einnahmen aus Projekten und Aufträgen Dritter sowie Beiträge der Kuratoriumsmitglieder und Spenden. Bedingt durch die Art seiner Finanzierung ist das DIW Mitglied der Leibniz-Gemeinschaft, eingegliedert in Sektion B – Wirtschafts- und Sozialwissenschaften, Raumwissenschaften.

## Kontroversen

### Ära Klaus Zimmermann
2004 kam es zum Konflikt zwischen dem damaligen Institutschef Klaus Zimmermann und dem Chef der Konjunkturabteilung, Gustav Horn, nachdem Horn in seiner Analyse abweichend von Zimmermanns geäußerten Ansichten die Agenda 2010 überwiegend kritisch beurteilte. Zimmermann ließ Horn daraufhin von Michael Burda begutachten, der im Kurzgutachten die wissenschaftliche Ausrichtung der Konjunkturabteilung ablehnte. Trotz der Proteste führender europäischer Wirtschaftsforschungsinstitute und der Solidarisierung von DIW-Mitarbeitern mit Horn wurde dieser zum Jahresende 2004 entlassen.
2007 wurde das DIW bei der Neuverteilung nicht mehr an der Gemeinschaftsdiagnose beteiligt, nachdem von dem Ministerium Vorbehalte betreffend der Leistungsfähigkeit des Instituts wegen des Weggangs von qualifizierten Mitarbeitern vom DIW geltend gemacht wurden.
Im November 2010 kam eine Studie des DIW zu dem Schluss, dass es in Deutschland keinen Fachkräftemangel gebe. Damit stand die Position in der unter Karl Brenke erstellten Studie im Gegensatz zu Äußerungen von Zimmermann und den Arbeitgeberverbänden, die mit dem Fachkräftemangel unter anderem längere Arbeitszeiten begründeten. Zimmermann ließ daraufhin die Veröffentlichung der Studie verzögern und sie hausintern überarbeiten. Später wurde eine mit Zimmermanns Position vereinbare Konsensversion der Studie veröffentlicht.
Aufgrund einer in der Ära von DIW-Chef Klaus Zimmermann erstmaligen Buchprüfung warf der Rechnungshof von Berlin dem DIW Ende 2009 Fehlverwendung öffentlicher Mittel vor. Mit einem Gegengutachten der Anwaltskanzlei Hogan & Hartson Raue und der Hilfe des Kommunikationsberaters Klaus-Peter Schmidt-Deguelle verteidigte sich Zimmermann gegen die Anschuldigungen des Rechnungshofes.

### Doing Better for Families
Im Mai 2011 wies die Journalistin Maike Rademaker darauf hin, dass das DIW die Kinderarmutsquote stillschweigend korrigiert hatte. Die ursprünglichere hohe Quote des DIW hatte die OECD in ihrem Bericht „Doing Better for Families“ drei Wochen vor der Bundestagswahl 2009 veröffentlicht. Dies führte zu einer intensiven Debatte über Kinderarmut und in deren Folge zu einer Erhöhung des Kindergeldes zum 1. Januar 2010. Das Problem lag in der Datenerhebung: Wurde bei der Frage nach dem Einkommen von einem oder mehreren Haushaltsmitgliedern die Angabe verweigert, so floss deren Einkommen mit 0 EUR in die Berechnung der Armutsgefährdung ein. Diese Berechnungsmethode korrigierte das DIW, sodass die Kinderarmutsquote von 16,3 % auf unter 10 % sank. Eine Manipulation oder Zurückhaltung der Zahlen weist das DIW in einer Pressemitteilung zurück.

### Berlin auf dem Weg ins Jahr 2030
Im Dezember 2019 veröffentlichte das DIW in der Reihe DIW Berlin: Politikberatung kompakt eine Studie mit dem Titel Berlin auf dem Weg ins Jahr 2030. Darin wurde für Berlin eine Rate von 4,4 Morden je 100.000 Einwohner ausgewiesen. Im Januar 2020 wies der Journalist Tobias Wilke darauf hin, dass diese hohe Mordrate, welche von vielen Zeitungen übernommen wurde, falsch ist. Die von der OECD veröffentlichte Zahl über vorsätzliche Tötungen in Berlin, welche vom DIW fälschlicherweise als Mordrate interpretiert wurde, enthält nicht nur Morde, sondern auch versuchte Tötungen sowie andere Delikte. In einer Pressemitteilung im Januar 2020 korrigierte das DIW daraufhin seine Studie und verweist auf die unplausible Statistik der OECD, ohne jedoch auf das eigene wissenschaftliche Fehlverhalten hinzuweisen.